# 山本光学
山本光学株式会社（やまもとこうがく）は大阪府東大阪市に本社を置く企業。産業安全保護具・光学レンズ・サングラス・ヘルメットなどの製造・販売会社である。

## 概要
1911年に創業。主にSWANS（スワンズ）ブランドでスポーツアイウェアや、YAMAMOTO（ヤマモト）ブランドで産業安全用保護具などの製品を製造・販売している。また、各種ブランド製品の輸入・販売も行っている。
- 商号：山本光学株式会社
- 本社：大阪府東大阪市長堂3丁目25-8
- 代表取締役社長：山本直之（やまもとなおゆき）
- 創業：1911年
- 設立：1935年11月1日
- 資本金：230,880,000円

## 沿革
- 1911年 山本晴治が大阪市内にて山本眼鏡レンズ製作所を設立[2]。
- 1935年 大阪市内から東大阪市へ工場を新築して移転、合名会社として組織される[2]。
- 1946年 「スワン印水中メガネ」の販売を開始[2]。
- 1947年 株式会社に組織を変更（山本防塵眼鏡株式会社）[2]。
- 1953年 防衛庁指定工場となる[2]。
- 1969年 淡路島東浦町に工場を設置[2]。
- 1972年 アメリカのスポルディングインターナショナルと眼鏡部門において業務提携[2]。株式会社アイヴァン設立[2]。
- 1980年 社名を山本光学株式会社に変更[2]。
- 1985年 株式会社アイヴァンと合併。
- 1987年 徳島工場竣工[2]。
- 1997年 スノーボード用ブランド「DICE」が登場[2]。
- 2008年 スワンズコミュニケーションセンター大阪がオープン[2]。
- 2010年 北淡工場竣工[2]。
- 2019年 SWANS STORE LINKS UMEDA店がオープン[2]。
- 2022年 徳島漆畑工場竣工[2]。
- 2024年 SWANS STORE KITTE大阪店がオープン。

## 事業所
- 大阪本社：大阪府東大阪市長堂3丁目25-8
- 東京支店：東京都文京区後楽1丁目4-14　後楽森ビル8階
- 大阪工場：大阪府東大阪市長堂3丁目26-9
- 淡路工場：兵庫県淡路市久留間字2065-1
- 北淡工場：兵庫県淡路市富島240-1
- 徳島工場：徳島県阿波市土成町土成字殿開82-8
- 徳島第二工場：徳島県阿波市土成町土成字殿開82-13
- 徳島漆畑工場：徳島県阿波市土成町土成字漆畑11-1
- SWANSコミュニケーションセンター大阪：大阪府東大阪市長堂3丁目26-9

## 直営店舗
- SWANS STORE KITTE大阪店：大阪府大阪市北区梅田三丁目2-2 KITTE大阪3階309-2区画
- SWANS STORE TOKYO店：東京都千代田区神田小川町2丁目4-6 OUTDOOR PLAZAビル

## 取扱いブランド
- SWANS（スワンズ）

サングラス、スノーゴーグル、スイミングゴーグル、ダートゴーグルなどスポーツ用のアイウェアを展開。
- YAMAMOTO（ヤマモト）

産業用安全眼鏡、レーザ光用遮光眼鏡、呼吸器保護具などを展開。
- DICE（ダイス）[3]
- OUTLAND（アウトランド）[3]

## その他のブランド
- SPALDING（スポルディング）

一般スポーツサングラスを中心に展開。
- FATFIVE（ファットファイブ）

スノーボードゴーグルとして展開。
- IDENT（アイデント）

サーフィン用サングラスを展開。
- PROTEC（プロテック）

スノーボード、スケートボード用ヘルメットを展開。
- DAINESE（ダイネーゼ）

自転車用プロテクターなどを展開。

## 主な使用選手

### SWANS
陸上競技
- 野口みずき　（マラソン）
- 尾崎朱美　（マラソン）
- 嶋原清子　（マラソン）
- セカンドウィンドAC　（マラソン）
- マーラ・ヤマウチ　（マラソン）

テニス
- 松井俊英

卓球
- 水谷隼

ゴルフ
- 石川遼
- 諸見里しのぶ
- 薗田峻輔
- 江連忠
- 芹澤信雄

トライアスロン
- 白戸太朗
- 田山寛豪
- チームケンズ

スピードスケート
- 寺尾悟　（ショートトラック）
- 田畑真紀　（スピードスケート）

スキー
- 石田正子　（クロスカントリースキー）
- 遠藤尚　（モーグル）

自転車競技
- 宇都宮ブリッツェン　（ロードレース）
- 湘南ベルマーレ　（ロードレース）
- 小笠原崇裕　（マウンテンバイク）

バスフィッシング
- 深江真一

他多数。

### IDENT
- 関谷利博
- 堀口真平
- 入谷拓哉

他多数。